# Mikroregion Plzeňské západní rozvojové zóny
Mikroregion Plzeňské západní rozvojové zóny je zájmové sdružení právnických osob v okresu Plzeň-sever, jeho sídlem jsou Nýřany a jeho cílem je zmnožení sil a prostředků při prosazování záměrů rozvoje obcí. Sdružuje celkem 6 obcí a byl založen v roce 2001.

## Obce sdružené v mikroregionu
- Líně
- Nýřany
- Tlučná
- Úherce
- Vejprnice
- Zbůch